# Gyrophragmium
Gyrophragmium là một chi nấm trong họ Agaricaceae, thuộc bộ Agaricales. Chi nấm này được nhà nghiên cứu người Pháp, Camille Montagne miêu tả khoa học lần đầu tiên năm 1843. Trong số sáu loài thuộc chi, loài điển hình là G. delilei.